# The Hanging Tree
The Hanging Tree (prt: Raízes de Ouro; bra: A Árvore dos Enforcados) é um filme estadunidense de 1959, dos gêneros western e drama romântico, dirigido por Delmer Daves e Karl Malden, com roteiro de Wendell Mayes e Halsted Welles baseado no romance homônimo de Dorothy M. Johnson.

## Elenco
- Gary Cooper...Dr. Joseph 'Doc' Frail
- Karl Malden...Frenchy
- Maria Schell...Elizabeth
- George C. Scott...Grubb
- Ben Piazza...Rune

## Sinopse
Em 1873, o médico pistoleiro e jogador Joseph Frail chega em um campo de mineração em Montana durante a corrida ao ouro tentando fugir de eventos do passado que ele prefere manter na escuridão. Seu jeito rude e reservado causa inveja no louco e alcoólico pregador Grubb e no oportunista Frenchy mas não impede que tente ajudar pessoas, como alguns de seus pacientes, ao jovem ladrão Rune e a imigrante suíça Elizabeth.

## Produção
A filmagem principal foi feita em locação na região do riacho Oak, nas montanhas a Oeste de Yakima (Washington). A cena de abertura com os créditos, quando Gary Cooper cavalga ao longo do rio, foi realizada em meados de junho de 1958, no noroeste de Goose Prairie (Washington), no lado norte do Rio Bumping. A pequena mina de ouro do Rio Skull e a cidade próxima foram um cenário temporário construido ao longo do Rio Little Rattlesnake na confluência com o rio Rattlesnake, sudoeste de Nile (Washington) .

## Prêmios e indicações
| Prêmio     | Categoria              | Recipiente                                        | Resultado |
| ---------- | ---------------------- | ------------------------------------------------- | --------- |
| Oscar 1960 | Melhor canção original | "The Hanging Tree" (Jerry Livingston, Mack David) | Indicado  |